# Ferrovia di Monterufoli
La ferrovia di Monterufoli è stata una linea ferroviaria italiana che collegava la miniera di Monterufoli alla ferrovia Cecina-Volterra, dalla quale si diramava all'altezza della stazione di Casino di Terra.

## Storia
A metà del XIX secolo furono effettuate le prime esplorazioni minerarie nella zona a sud-ovest di Volterra, dove emerse la possibilità di trovarvi grandi riserve di lignite, di cui la Rivoluzione Industriale stava divenendo vorace consumatrice. La famiglia Maffei, proprietaria dell'estesa Tenuta di Monterufoli, già nota per le sue attività agricole e forestali e per l'estrazione di calcedonio, visto il successo delle esplorazioni affidò all'imprenditore Enrico Coioli il compito di avviare la ricerca e l'estrazione dei minerali presenti nell'area. Coioli vi localizzò un imponente giacimento di lignite di elevata qualità, di cui iniziò l'estrazione negli anni Cinquanta dell'Ottocento: un decennio dopo la miniera aveva già ottenuto un rilievo eccezionale fra i giacimenti di combustibili fossili della Toscana.
Ben presto, tuttavia, ci si rese conto che la ricca miniera di Monterufoli non riusciva ad esprimere il suo pieno potenziale anche a causa dell'isolamento dell'area, lontana dalle più importanti vie di comunicazione toscane. Per risolvere le difficoltà legate al trasporto del materiale estratto che ne conseguivano, si decise di costruire una ferrovia mineraria che si allacciasse alla ferrovia Cecina-Volterra e permettesse di movimentare più rapidamente la lignite verso Livorno. Nel 1869 la Società Carbonifera di Monterufoli si sostituì a Coioli nella gestione dell'attività mineraria della zona; intuite le enormi potenzialità del giacimento, la società si affrettò ad avviare i lavori di costruzione della ferrovia, che si conclusero in due anni con l'apertura all'esercizio avvenuta il 25 aprile 1872.
Scartando l'ipotesi di connettere la linea a Ponteginori per favorire lo spostamento di lignite verso le saline di Volterra, la ferrovia fu raccordata alla linea Cecina-Volterra all'altezza della stazione di Casino di Terra, più vicina a Livorno. Lunga 17 chilometri, la ferrovia di Monterufoli era percorsa da una locomotiva a vapore trainante 26 vagoni che percorreva l'intero tracciato in un'ora e 15 minuti ed espletava quasi esclusivamente servizio merci, con il trasporto di passeggeri limitato al personale impiegato nella miniera. Costruita a scartamento ordinario, lungo la ferrovia furono erette ben 12 case cantoniere.
Nonostante l'entrata in funzione della ferrovia, l'attività mineraria non decollò e la Società Carbonifera di Monterufoli giunse a rischiare il fallimento; la famiglia Maffei decise pertanto di rilevare prima l'esercizio della ferrovia e poi la gestione dell'intera miniera. Nel frattempo, la linea ferroviaria dimostrò di non riuscire a resistere alle frequenti piene del torrente Sterza, tanto che non di rado la circolazione sulla ferrovia doveva essere interrotta in seguito a eventi di questo genere.
Negli anni a cavallo tra il XIX e il XX secolo la miniera di Monterufoli ebbe vicende alterne, con numerosi fallimenti e passaggi di proprietà che comportarono un'estrazione generalmente modesta, tranne che durante la prima guerra mondiale e negli anni immediatamente successivi, quando la miniera conobbe una sorta di età dell'oro. L'intenso sfruttamento di questi periodi, tuttavia, esaurì rapidamente il giacimento e la miniera venne chiusa già negli anni Venti del Novecento; stessa sorte toccò all'annessa ferrovia di Monterufoli: divenuta antieconomica e danneggiata dall'ennesima alluvione, nel 1928 fu completamente smantellata.

## Caratteristiche
| Unknown route-map component "CONTgq" | Unknown route-map component "STR+r" |  |

| Unknown route-map component "HSTeBHF" |

|  | Unknown route-map component "xABZgl" | Unknown route-map component "CONTfq" |

| Unknown route-map component "exhSTRae" |

| Unknown route-map component "exhSTRae" |

| Unknown route-map component "exhSTRae" |

| Unknown route-map component "exKBHFe" |

La linea si originava dalla ferrovia Cecina-Volterra, dalla quale si distaccava a est della stazione di Casino di Terra. Avanzando verso sud il binario della ferrovia di Monterufoli seguiva l'andamento del torrente Sterza per 10 km, incrociandolo per due volte con altrettanti ponti in muratura. In seguito il tracciato si immetteva nella stretta gola del torrente Ritasso, anch'esso superato in due punti con due imponenti ponti ad arco. Dopo 17 km la ferrovia raggiungeva il suo capolinea, posto al centro della Tenuta di Monterufoli.

## Stato attuale
Ad oggi il percorso della ferrovia è ancora rintracciabile e percorribile a piedi per lunghi tratti, soprattutto nella sua porzione finale, nelle vicinanze del torrente Ritasso. Sopravvivono tre ponti ad arco che, nonostante versino in condizioni di totale degrado, ben rendono l'idea dello sforzo tecnico ed economico affrontato da costruttori e proprietari al tempo della realizzazione della ferrovia. Altrettanto impressionante è una porzione del tracciato interamente scavata a colpi di piccone nella dura roccia che caratterizza la zona. Lungo il percorso della ferrovia sono inoltre tuttora visibili alcuni manufatti come i ruderi di alcune infrastrutture minori e un attrezzo in ferro nei pressi del capolinea, probabilmente utilizzato per caricare la lignite sui vagoni del treno. Rimangono visibili solo due case cantoniere: la prima, vicina alla strada provinciale dei Quattro Comuni, è stata ristrutturata e convertita ad abitazione civile, mentre la seconda, nei pressi del capolinea di Monterufoli, è ridotta in rovina. L'elegante stazione terminale di Monterufoli è stata riqualificata e adibita ad agriturismo.